# Cuộc đua xe đạp tranh Cúp truyền hình Thành phố Hồ Chí Minh 2009
Cuộc đua xe đạp toàn quốc tranh Cúp Truyền hình Thành phố Hồ Chí Minh 2009 là giải đấu lần thứ 21 của Cuộc đua xe đạp toàn quốc tranh Cúp truyền hình Thành phố Hồ Chí Minh do Ban Thể dục - Thể thao, Đài Truyền hình Thành phố Hồ Chí Minh và Tổng cục Thể dục thể thao Việt Nam phối hợp tổ chức, diễn ra từ ngày 22 tháng 4 đến 30 tháng 4 năm 2009. Cuộc đua gồm 9 chặng với tổng lộ trình 997 km, xuất phát từ Thành phố Hồ Chí Minh đi qua các địa phương Phan Thiết, Phan Rang, Nha Trang, Đà Lạt, Bảo Lộc và về lại Thành phố Hồ Chí Minh. Tổng cộng có 16 đội đua tham gia cuộc đua lần này, bao gồm 13 đội trong nước và 3 đội quốc tế.

## Công bố
| Tên giải thưởng     | Tiền thưởng     |
| Chung cuộc          | Chung cuộc      |
| ------------------- | --------------- |
| Áo vàng             | 50.000.000 đồng |
| Áo chấm đỏ          | 20.000.000 đồng |
| Áo xanh             | 20.000.000 đồng |
| Áo trắng            | 15.000.000 đồng |
| Đồng đội chung cuộc | 40.000.000 đồng |
| Đội Phong cách      | 20.000.000 đồng |

Thông tin về Cuộc đua xe đạp toàn quốc tranh Cúp Truyền hình Thành phố Hồ Chí Minh 2009 được công bố vào đầu tháng 4 năm 2009 trong một cuộc họp báo trước khi khởi tranh giải. Ban tổ chức đã công bố lộ trình cuộc đua với tổng cự ly 997 km.
Đài Truyền hình Thành phố Hồ Chí Minh cho biết việc tổ chức này nhằm hướng tới kỷ niệm 34 năm ngày Giải phóng miền Nam - Thống nhất đất nước, 123 năm ngày Quốc tế Lao động và 119 năm ngày sinh Chủ tịch Hồ Chí Minh.

## Danh sách tham dự
Cuộc đua lần thứ 21 quy tụ các đội đua:
- Bảo vệ thực vật An Giang (BAG)
- Bảo vệ thực vật Sài Gòn 1 (BSG1)
- Bảo vệ thực vật Sài Gòn 2 (BSG2)
- Trung tâm sản xuất giống An Giang (TAG)
- Viễn thông Bến Tre (VBT)
- Cấp thoát nước môi trường Bình Dương (CBD)
- Domesco Đồng Tháp (DDT)
- Quân Đội (QDI)
- Quân khu 7 (QK7)
- Trẻ Domesco Đồng Tháp (TDT)
- Hà Nội (HAN)
- Thành phố Hồ Chí Minh (HCM)
- Vĩnh Long (VLG)
- Mông Cổ (MGL)
- Lào (LAO)
- Seoul, Hàn Quốc (KOR)

## Lộ trình và kết quả từng chặng
| Chặng | Ngày       | Đoạn đường                                               | Khoảng cách | Kết quả từng chặng    | Kết quả từng chặng            | Kết quả từng chặng     |
| Chặng | Ngày       | Đoạn đường                                               | Khoảng cách | Nhất                  | Nhì                           | Ba                     |
| ----- | ---------- | -------------------------------------------------------- | ----------- | --------------------- | ----------------------------- | ---------------------- |
| 1     | 22 tháng 4 | Thành phố Hồ Chí Minh đi Phan Thiết (Bình Thuận)         | 179 km      | Yoo Ki-hong (KOR)     | Đỗ Tuấn Anh (DDT)             | Lê Văn Duẩn (BSG1)     |
| 2     | 23 tháng 4 | Phan Thiết đi Phan Rang (Ninh Thuận)                     | 147 km      | Cho Ho-sung (KOR)     | Park Seon-ho (KOR)            | Lê Văn Duẩn (BSG1)     |
| 3     | 24 tháng 4 | Phan Rang đi Nha Trang (Khánh Hòa)                       | 108 km      | Cho Ho-sung (KOR)     | Ochirbaatar Tumurbaatar (MGL) | Lê Văn Duẩn (BSG1)     |
| 4     | 25 tháng 4 | Đua cá nhân tính giờ tại Nha Trang                       | 18 km       | Mai Công Hiếu (DDT)   | Gong Hyo-suk (KOR)            | Yoo Ki-hong (KOR)      |
| 5     | 26 tháng 4 | Nha Trang đi Phan Rang                                   | 102 km      | Park Seon-ho (KOR)    | Đỗ Tuấn Anh (DDT)             | Mai Nguyễn Hưng (BSG1) |
| 6     | 27 tháng 4 | Phan Rang đi Đà Lạt (đèo Ngoạn Mục, đèo Prenn)           | 110 km      | Gong Hyo-suk (KOR)    | Ochirbaatar Tumurbaatar (MGL) | Kim Gu-hyeon (KOR)     |
| 7     | 28 tháng 4 | Vòng đua quanh Hồ Xuân Hương (Đà Lạt) (10 vòng x 5,1 km) | 51 km       | Park Seon-ho (KOR)    | Đỗ Tuấn Anh (DDT)             | Cho Ho-sung (KOR)      |
| 8     | 29 tháng 4 | Đà Lạt đi Bảo Lộc (Lâm Đồng) (đèo Phú Hiệp)              | 101 km      | Khangarid Maran (MGL) | Ochirbaatar Tumurbaatar (MGL) | Jang Gyung-gu (KOR)    |
| 9     | 30 tháng 4 | Bảo Lộc đi Thành phố Hồ Chí Minh                         | 168 km      | Đỗ Tuấn Anh (DDT)     | Lê Văn Duẩn (BSG1)            | Trịnh Phát Đạt (BAG)   |

## Xếp hạng chung cuộc
|               | Nhất                | Nhì                       | Ba                       |
| ------------- | ------------------- | ------------------------- | ------------------------ |
| Áo vàng       | Gong Hyo-suk (KOR)  | Jang Gyung-gu (KOR)       | Lê Văn Duẩn (BSG1)       |
| Áo chấm đỏ    | Gong Hyo-suk (KOR)  | Gong Hyo-suk (KOR)        | Gong Hyo-suk (KOR)       |
| Áo xanh       | Đỗ Tuấn Anh (DDT)   | Đỗ Tuấn Anh (DDT)         | Đỗ Tuấn Anh (DDT)        |
| Áo trắng      | Jang Gyung-gu (KOR) | Jang Gyung-gu (KOR)       | Jang Gyung-gu (KOR)      |
| Giải đồng đội | Seoul, Hàn Quốc     | Bảo vệ thực vật Sài Gòn 1 | Bảo vệ thực vật An Giang |

## Truyền hình
Các chặng đua được truyền hình trực tiếp trên HTV9 và VTV3.

## Nhà tài trợ
- Tân Hiệp Phát
- Thép Pomina
- Thái Tuấn ném ngói, Lê Anh